# Lucilia pallescens
Lucilia pallescens är en tvåvingeart som beskrevs av Shannon 1924. Lucilia pallescens ingår i släktet Lucilia och familjen spyflugor. Inga underarter finns listade i Catalogue of Life.